# 康塞桑杜阿拉瓜亞
康塞桑杜阿拉瓜亞（葡萄牙語：Conceição do Araguaia），是巴西的城鎮，位於該國北部，由帕拉州負責管轄，始建於1897年4月14日，面積5,829平方公里，海拔高度165米，2012年人口45,885，人口密度每平方公里7.87人。